# Arlekin w szkółce miłości
Arlekin w szkółce miłości (fr. Arlequin poli par l’amour) – komedia Pierre’a de Marivaux wystawiona w 1720.

## Data powstania utworu
Marivaux zadebiutował w 1720 roku komedią Miłość i prawda (Amour et la verité) w Comédie-Italienne i tragedią pod tytułem Hannibal (Annibal) w Comédie-Française. Obydwie nie miały powodzenia u publiczności. Pomiędzy nimi wystawił w tym samym 1720 roku w Comédie-Italienne jednoaktówkę Arlekin w szkółce miłości odnosząc skromny sukces.

## Osoby
| Osoba          | Jej rola w dramacie              |
| -------------- | -------------------------------- |
| Wróżka         |                                  |
| Trywelin       | służący wróżki                   |
| Arlekin        | młodzieniec porwany przez wróżkę |
| Sylwia         | pasterka ulubiona Arlekina       |
| Pasterz        | zakochany w Sylwii               |
| Druga Pasterka | kuzynka Sylwii                   |

## Treść
Akcja dramatu rozgrywa się w pałacu wróżki i we wsi sąsiadującej z pałacem
Wróżka, mimo że zaręczona z czarodziejem Merlinem, zakochuje się w prostaczku Arlekinie, porywa go i próbuje wzbudzić w nim wzajemne uczucie. Chłopak pozostaje głuchy na jej starania. Jego serce budzi się, gdy spotyka piękną pasterkę Sylwię. Pod wpływem uczucia Arlekin szlachetnieje, co wzbudza podejrzenia Wróżki. Uzbrojona w magiczny pierścień, który czyni ja niewidoczną, podsłuchuje wzajemnych wyznań zakochanych. Chcąc odzyskać uczucie Arlekina nakłania Sylwię, by odepchnęła zakochanego w niej chłopca, a gdy to nie skutkuje straszy ją, że uczyni ukochanemu krzywdę. Kiedy nakłania Arlekina, by rozmówił się z Sylwią chłopak żąda od niej zobowiązania się pod przysięgą na Styks, że nie będzie obecna przy ich rozmowie. Przewrotna wróżka wysyła więc z pierścieniem swego sługę Trywelina. Sługa wzrusza się losem nieszczęśliwych zakochanych i podpowiada im, by Arlekin wrócił do wróżki i przyrzekł ją poślubić, a w międzyczasie zabrał jej różdżkę bez której nic złego nie może im uczynić. Arlekin idzie za radą Tryweina, przyrzeka Wróżce, że ją poślubi, po czym wymienia się z nią przedmiotami osobistymi. Zdobywszy w ten sposób różdżkę unieszkodliwia Wróżkę i odtąd zakochani mogą już żyć szczęśliwie razem.

## Omówienie

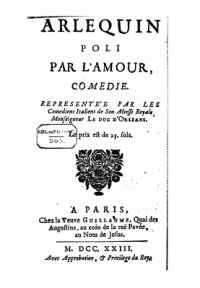
Strona tytułowa wydania z 1723

Wystawiona anonimowo jednoaktówka streszcza w tytule program twórczości Marivaux. Autor wprowadza w niej po raz pierwszy swego ulubionego bohatera – Arlekina. Sceny pomiędzy Arlekinem i Sylwią zawierają już analizę rodzącego się uczucia. Młodzieniec w masce z brązowej skóry jest w równym stopniu wzruszający co komiczny. Swą pełną przebiegłości czułość w stosunku do ukochanej wyraża nie tylko w słowach, ale też w gestach postawie i milczeniu, wzorując swą grę na formach wypracowanych przez commedia dell’arte. Klimat utworu pełnego wróżek i czarodziejów, chochlików i sylfid, pasterek i pasterzy nie wykracza poza świat feerii.

## Tłumaczenie
Komedia została przetłumaczona na język polski przez Tadeusza Boya-Żeleńskiego i ukazała się drukiem w Krakowie w 1916 roku.